# Пад Гондолина
Пад Гондолина (енгл. The Fall of Gondolin) је последњи постхумно објављени роман Џона Роналда Руела Толкина. Књигу је у Србији објавила издавачка кућа Публик практикум 2021. године, у преводу Весне Стојковић.

## О роману
Књига Пад Гондолина Џ. Р. Р. Толкина, је прича о прелепом, тајанственом граду који уништавају мрачне силе коју је Толкин називао „првом правом причом“ о Средњој земљи. Књига прати догађаје пада скривеног вилењачког града Гондолина, који је на крају пронашао и уништио први мрачни господар, Моргот. Толкин је почео да пише причу 1917. године, пре него што се вратио у свет Средње земље за Хобита и Господара прстенова. Многи стручњаци и обожаваоци Толкинових дела кажу за Пад Гондолина да је „свети грал Толкинових прича“. Једини романи о Средњој земљи који су објављени за живота Толкина били су Хобит и трилогија Господар прстенова. Када је Толкин преминуо 1973. године, његов син Кристофер је посветио је велики део свог живота организујући очеве необјављене материјале. После смрти Толкина, Кристофер је објавио дела Силмарилион и Деца Хуринова.
Роман Пад Гондолина објављен је у августу 2018, а илустрације за књигу је урадио Алан Ли, који је такође илустровао романе Господар прстенова и Хобит. Џ. Р. Р. Толкин је по многима најутицајнији писац епске фантастике, а осим што су његови романи продати у милионима примерака, њихове екранизације, које је режирао Питер Џексон, изазвале су велику пажњу и допринеле ренесанси жанра епске фантастике у седмој уметности.

## Критике
Писац Џон Гарт, аутор књиге Толкин и Велики рат (енгл. Tolkien and the Great War), каже да је Толкин прву причу о паду Гондолина написао док се у болници опорављао од последица битке на Соми.
„То је прича о потрази, с невољним херојем који постаје прави херој, што је модел за све што је Толкин касније писао. Има Мрачног господара, први сусрет с орцима и балрозима уистину, то је Толкин који се припрема за оно што ће касније радити”, рекао је Гарт. Пад Гондолина прати смртног јунака Туора који проналази скривени вилењачки град Гондолин, и његова и дела његових пријатеља и породице до уништења града.
Гарт наводи да је Пад Гондолина Толкинова „највећа прича о бици изван Господара прстенова”, али и верује да ће главна ствар у вези књиге бити начин на који је Толкин покушао да изнова исприча причу, стилом налик на Господара прстенова.
„У првој (завршеној) верзији приче, имате осећај као да читате Илијаду. Ова, незавршена, је природнија”, каже Гарт. Издање је, као и претходна постхумно објављена Толкинова дела, приредио његов син Кристофер, а илустрације је радио Алан Ли.
Најава књиге је изненадила познаваоце прилика јер је Кристофер Толкин (93) описао претходно објављену Причу о Берену и Лутијени као „последњу у низу дугог серијала издања очевих радова”.